# Фізична особа
Фізи́чна осо́ба — суб’єкт права у цивільних та інших галузях права, що використовується для позначення особи (громадянина, особи без громадянства) як учасника правовідносин.
Юридичні словники[які?] дають наступне тлумачення: Фізична особа — людина, яка є учасником цивільних правовідносин.
У ст. 24 Цивільного кодексу України (ЦК України) зазначено — людина як учасник цивільних правовідносин вважається фізичною особою. 
Фізична особа здійснює своє право на підприємницьку діяльність за умови її державної реєстрації в порядку, встановленому законом.
Інформація про державну реєстрацію фізичних осіб-підприємців є відкритою. Якщо особа розпочала підприємницьку діяльність без державної реєстрації, уклавши відповідні договори, вона не має права оскаржувати ці договори на тій підставі, що вона не є підприємцем.
Фізична особа-підприємець відповідає по зобов'язаннях, пов'язаними з підприємницькою діяльністю, всім своїм майном, крім майна, на яке відповідно до закону не може бути звернене стягнення.
Фізична особа реєструється підприємцем за місцем реєстрації.
Приватними підприємцями не можуть бути військовослужбовці, державні службовці, народні депутати.
Фізичні особи — суб'єкти підприємницької діяльності (громадяни — підприємці). Найпростішою формою здійснення підприємницької діяльності є форма приватного підприємництва фізичними особами, тобто без створення підприємств чи інших юридичних осіб. Ринкова економіка надає можливості людині, яка має бажання, знання, кошти або майно і на яку не поширюються законодавчі заборони, розпочати справу і втілити у життя своє уявлення про ефективну, прибуткову діяльність та, як наслідок, досягти матеріального добробуту.
Спеціального нормативного акта, який встановлював би правовий статус громадянина-підприємця, на сьогодні не існує. Відповідні положення щодо права фізичної особи на зайняття підприємницькою діяльністю містяться у гл. 13 ГК України, гл. 5 ЦК України та у відповідних галузевих документах, що регулюють відповідний вид діяльності. 19 жовтня 2000 р. Верховна Рада України прийняла Закон № 2063-Ш «Про державну підтримку малого підприємництва», ст. 1 якого віднесла фізичних осіб — приватних підприємців до суб'єктів малого підприємництва.

## Поняття громадянина-підприємця
У законодавстві поняття громадянина - підприємця прямо не визначається. У підпункті 3.8.1 п. 3.8 ст. З Класифікації організаційно-правових форм господарювання ДК 002:2004, затв. наказом Державного комітету України з питань технічного регулювання та споживчої політики від 28 травня 2004 р. № 95, надається поняття підприємця, під яким розуміється фізична особа, яка є громадянином України, іноземним громадянином, особою без громадянства, що здійснює підприємницьку діяльність.

## Характеристика правового статусу громадянина-підприємця
1. Поняття громадянина-підприємця є тотожним поняттю фізичної особи - підприємця або приватного підприємця. Поняття громадянина-підприємця здебільшого застосовує Господарський кодекс, позначаючи одного з видів суб'єктів господарювання (ст. 55, 128 ГК). У Цивільному кодексі України (гл. 5) застосовується більш загальне поняття фізичної особи - підприємця. Разом із тим, це не означає, що відповідно до ГК України правом на здійснення підприємницької діяльності наділяються лише громадяни України. Згідно з ч. 1 ст. 129 ГК України іноземці та особи без громадянства при здійсненні господарської діяльності в Україні користуються такими самими правами і мають такі самі обов'язки, як і громадяни України, якщо інше не передбачено цим кодексом, іншими законами. Поняття приватного підприємця вживається у розмовній лексиці та не є офіційним.
Статус громадянина-підприємця може набути лише фізична особа. Згідно зі ст. 24 ЦК України фізичною особою вважається людина як учасник цивільних відносин (особистих немайнових та майнових відносин — див. ст. 1 ЦК України). Громадянин, який бажає займатися підприємницькою діяльністю, після проходження відповідних реєстраційних процедур згідно з Законом України "Про державну реєстрацію юридичних осіб та фізичних осіб - підприємців" до свого статусу фізичної особи, якого він набув з моменту народження, набуває додаткової ознаки — «підприємець».
Громадянин за жодних умов не може позбутися статусу фізичної особи. Цей статус втрачається лише з його смертю і не пов'язаний, зокрема, з обсягом його правоздатності та дієздатності чи іншими чинниками. Він може бути позбавлений статусу підприємця (добровільно або примусово), проте його статус як фізичної особи від цього не втрачається. Громадянин-підприємець в жодному разі не може набути статусу юридичної особи. Згідно зі ст. 80 ЦК України юридичною особою є організація, створена і зареєстрована у встановленому законом порядку. Відповідно, громадянин не може стати організацією. Він може стати засновником організації, її акціонером, укласти з нею господарський договір тощо. Проте, як йшлося вище, від цього його статус фізичної особи не втрачається. Разом із тим, правовий статус громадянина - підприємця є наближеним саме до правового статусу юридичної особи. Адже згідно з ст. 51ЦК України до  підприємницької  діяльності  фізичних  осіб  застосовуються нормативно - правові акти,  що регулюють підприємницьку діяльність юридичних осіб,  якщо інше не встановлено законом або не  випливає із суті відносин.
2. Згідно зі ст. 50 ЦК України право на здійснення підприємницької діяльності, яку не заборонено законом та, відповідно, набувати статусу громадянина-підприємця має фізична особа з повною цивільною дієздатністю.
Відповідно до ст. 34 ЦК України повну цивільну дієздатність має фізична особа, яка досягла 18 років (повноліття). У разі реєстрації шлюбу фізичної особи, яка не досягла повноліття, вона набуває повної цивільної дієздатності з моменту реєстрації шлюбу. Крім того, повна цивільна дієздатність може бути надана фізичній особі, яка досягла 16 років і працює за трудовим договором, а також неповнолітній особі, яка записана матір'ю або батьком дитини. У цьому разі надання повної цивільної дієздатності провадиться за рішенням органу опіки та піклування за заявою заінтересованої особи за письмовою згодою батьків (усиновлювачів) або піклувальника, а у разі відсутності такої згоди повна цивільна дієздатність може бути надана за рішенням суду.
Також повна цивільна дієздатність може бути надана фізичній особі, яка досягла 16 років і бажає займатися підприємницькою діяльністю. За наявності письмової згоди на це батьків (усиновлювачів), піклувальника або органу опіки та піклування така особа може бути зареєстрована як підприємець. У цьому разі фізична особа набуває повної цивільної дієздатності з моменту державної реєстрації її як підприємця.
Таким чином, фізична особа може набути статусу суб'єкта підприємницької діяльності з 16 років або раніше — з моменту реєстрації шлюбу або у разі запису її як батька або матері дитини. Проте досягнення певного віку (реєстрація шлюбу, народження дитини тощо) не є безумовним свідченням наявності у особи повної цивільної дієздатності.
Крім випадків обмеження цивільної дієздатності фізичної особи з психічним розладом, який істотно впливає на її здатність усвідомлювати значення своїх дій та (або) керувати ними, особи, яка зловживає спиртними напоями, наркотичними засобами, токсичними речовинами тощо і тим самим ставить себе чи свою сім'ю, а також інших осіб, яких вона за Законом зобов'язана утримувати, у скрутне матеріальне становище (ст. 36) або визнання її недієздатною, якщо вона внаслідок хронічного, стійкого психічного розладу не здатна усвідомлювати значення своїх дій та (або) керувати ними (ст. 39 ЦК України), на обсяг дієздатності і, відповідно, на можливість набути статусу суб'єкта підприємницької діяльності впливають й інші чинники, зокрема вид трудової діяльності фізичної особи. Так, не допускається зайняття підприємницькою діяльністю, зокрема, посадовими особами органів державної податкової служби (ч. 4 ст. 15 Закону України від 4 грудня 1990 р. № 509-XII «Про державну податкову службу в Україні» (в редакції Закону від 24 грудня 1993 р.), прокурорами і слідчими прокуратури (ч. 5 ст. 46 Закону України від 5 листопада 1991 р. № 1789-XII «Про прокуратуру»), військовослужбовцями (абз. 4 ч. 1 ст. 8 Закону України від 20 грудня 1991 р. № 2011-XII «Про соціальний і правовий захист військовослужбовців та членів їх сімей»), нотаріусами (ч. 2 ст. З Закону України від 2 вересня 1993 р. № 3425-XII «Про нотаріат»), державними службовцями (п. «б» ч. 1 ст. 5 Закону України від 5 жовтня 1995 р. № 356/95-ВР «Про боротьбу з корупцією»), відповідними посадовими особами органів місцевого самоврядування (див., зокрема, ч. 4 ст. 12, ч. 2 ст. 50, ч. З ст. 55 Закону України від 21 травня 1997 р. № 280/97-ВР «Про місцеве самоврядування в Україні») тощо. Нарешті, відповідно до ст. 5 Декрету Кабінету Міністрів України від 31 грудня 1992 р. № 24-92 «Про впорядкування діяльності суб'єктів підприємницької діяльності, створених за участю державних підприємств» керівникам, заступникам керівників державних підприємств, установ і організацій, їх структурних підрозділів, а також посадовим особам державних органів, органів місцевого і регіонального самоврядування забороняється безпосередньо займатися підприємницькою діяльністю.
3. Громадянин-підприємець самостійно діє на ринку, вступаючи у відносини, набуваючи при цьому відповідних прав та обов'язків. Навіть якщо безпосереднє управління його бізнесом здійснює інша особа (наприклад, у кафе, що належить приватному підприємцю, є директор), стороною відповідних відносин юридично є саме громадянин-підприємець (угоди укладаються від його імені, на його ім'я отримуються ліцензії та інші дозволи, він несе майнову та іншу відповідальність за результати підприємницької діяльності). Він є повноцінним самостійним суб'єктом ринку — суб'єктом господарювання (п. 2 ч. 2 ст. 55 ГК України).
Останнє є вельми важливим для вірного розуміння положення абз. 2 ч. З ст. 128 ГК України, відповідно до якого громадянин може здійснювати підприємницьку діяльність, зокрема, через приватне підприємство, що ним створюється. Тут йдеться не про здійснення громадянином підприємницької діяльності у вузькому (безпосередньому) значенні, адже у разі створення приватного підприємства саме воно, а не його засновник, буде здійснювати підприємницьку (господарську комерційну) діяльність. Мається на увазі реалізація (в широкому значенні) громадянином свого конституційного права на підприємницьку діяльність, яка не заборонена законом (див. ст. 42 Конституції України), хоча при цьому він безпосередньо цією діяльністю не займається. Громадянин-підприємець є самодостатнім суб'єктом і не потребує для здійснення діяльності додаткових організаційно-правових форм.
4. Громадянин-підприємець здійснює діяльність в межах універсальної правоздатності — права займатися підприємницькою діяльністю, передбаченого ст. 42 Конституції України. Це означає можливість особи займатися будь-яким видом підприємницької діяльності, здійснення якого не суперечить законодавству. Він діє без установчих документів на відміну від юридичної особи, яка діє в межах спеціальної правоздатності та обмежена видами діяльності, встановленими засновниками в установчих документах.
5. Згідно з ч. 5 ст. 128 ГК України громадянин-підприємець здійснює свою діяльність на засадах свободи підприємництва та відповідно до принципів, передбачених у ст. 44 ГК України, зокрема, він може здійснювати самостійно будь-яку діяльність відповідно до потреб ринку, на власний розсуд приймаючи відповідні рішення, що не суперечать закону. Зважаючи на визначення господарської діяльності, що наводиться у ст. З ГК України, у широкому значенні вони можуть виготовляти та реалізовувати продукцію, виконувати роботи чи надавати послуги вартісного характеру, що мають цінову визначеність.
Проте законодавство містить обмеження щодо можливості здійснення приватними підприємцями певних видів діяльності. Поряд із окремими обмеженнями у здійсненні підприємницької діяльності, встановленими ст. 4 Закону України від 7 лютого 1991 р. № 698-XII «Про підприємництво», фізичні особи — суб'єкти підприємницької діяльності не можуть, зокрема:
1) надавати фінансові послуги, якщо інше прямо не передбачене законом. Згідно із Законом України від 12 липня 2001 р. № 2664-1II «Про фінансові послуги та державне регулювання ринків фінансових послуг» фінансовими вважаються, зокрема, такі послуги:
- випуск платіжних документів, платіжних карток, дорожніх чеків та/або їх обслуговування, кліринг, інші форми забезпечення розрахунків;
- довірче управління фінансовими активами;
- діяльність з обміну валют;
- залучення фінансових активів із зобов'язанням щодо наступного їх повернення;
- фінансовий лізинг;
- надання коштів у позику, в тому числі і на умовах фінансового кредиту;
- надання гарантій та поручительств;
- переказ грошей;
- послуги у сфері страхування та накопичувального пенсійного забезпечення;
- торгівля цінними паперами;
- факторинг;

2) займатися діяльністю у сфері організації телебачення і радіомовлення (див. Закон України від 21 грудня 1993 р. № 3759-XII «Про телебачення і радіомовлення»);
3) займатися космічною діяльністю (див. Закон України від 15 листопада 1996 р. № 502/96-ВР «Про космічну діяльність»);
4) займатися діяльністю у сфері здійснення операцій з металобрухтом (згідно зі ст. 4 Закону України від 5 травня 1999 р. № 619-XIV «Про металобрухт» операції з металобрухтом здійснюються лише спеціалізованими або спеціалізованими металургійними переробними підприємствами, а також їх приймальними пунктами);
5) займатися діяльністю у сфері загальної середньої та вищої освіти (див. закони України від 13 травня 1999 р. № 651-XIV «Про загальну середню освіту», від 01.07.2014 № 1556-VII «Про вищу освіту»);
6) займатися концесійною діяльністю щодо будівництва та експлуатації автомобільних доріг (згідно зі ст. 1 Закону України від 14 грудня 1999 р. № 1286-XIV «Про концесії на будівництво та експлуатацію автомобільних доріг» концесіонером може бути юридична особа).
6. Громадянин-підприємець уособлює і власника відповідного бізнесу, і орган управління ним. Це відрізняє його від деяких юридичних осіб зі складним порядком керівництва, обумовленим наявністю декількох органів управління із розподілом між ними відповідних функцій. Наприклад, ЦК України передбачена наявність загальних зборів товариства, спостережної ради, виконавчого органу — правління або іншого, а також ревізійної комісії товариства.
7. Чинне законодавство України не передбачає відокремлення майна, яке використовується підприємцем для здійснення підприємницької діяльності, із загальної маси належного цьому громадянинові майна. Так, ч. 2 ст. 128 ГК України та ч. 1 ст. 52 ЦК України прямо встановлюють правило про те, що громадянин-підприємець відповідає за зобов'язаннями, пов'язаними з підприємницькою діяльністю, усім своїм майном, на яке відповідно до закону може бути звернено стягнення. Фізична особа-підприємець, яка перебуває у шлюбі, відповідає за зобов'язаннями, пов'язаними з підприємницькою діяльністю, усім своїм особистим майном і часткою у праві спільної сумісної власності подружжя, яка належатиме їй при поділі цього майна (ч. 2 ст. 52 ЦК України). За рішенням суду за відповідними зобов'язаннями може бути звернено стягнення на все належне приватному підприємцеві майно, в тому числі і те, яке він не використовував для зайняття підприємницькою діяльністю (приватна квартира, дача, меблі, автомашина тощо). Зважаючи на наявність повної відповідальності за своїми зобов'язаннями, пов'язаними з підприємницькою діяльністю, всім своїм майном, громадянин-підприємець провадить підприємницьку діяльність без формування статутного, резервного та інших фондів.
На відміну від цього згідно зі ст. 96 ЦК України юридична особа самостійно відповідає за своїми зобов'язаннями усім належним їй майном. За загальним правилом учасник (засновник) юридичної особи не відповідає за зобов'язаннями юридичної особи, а юридична особа не відповідає за зобов'язаннями її учасника (засновника), крім випадків, встановлених установчими документами та законом (ч. 2 ст. 219 ГК України). Такі випадки встановлені, наприклад, ЦК (ГК) України і Законом України від 19 вересня 1991 р. № 1576-XII «Про господарські товариства» — щодо додаткової відповідальності учасників товариства з додатковою відповідальністю, повної відповідальності — щодо учасників повного та командитного товариств) або можуть встановлюватись установчими документами юридичної особи.
8. Громадянин-підприємець має можливість обрати спосіб оподаткування доходів за спрощеною системою. Застосування єдиного податку при оподаткуванні доходу приватного підприємця регулюється Податковим кодексом України.
Єдиний податок значно полегшує ведення бухгалтерського обліку, який стає зрозумілішим. Особливо для тих громадян, які тільки розпочинають самостійний бізнес і у той же час повинні в стислі строки оволодіти методами господарських підрахунків і ведення діловодства. Привертає увагу і можливість заощадження коштів через дозвіл незастосування цією категорією підприємців касових апаратів при проведенні операцій з готівкою.
Проте, як свідчить практика, ця система не є досконалою. Так, далеко не кожний підприємець має регулярні грошові надходження. Однак сплата єдиного податку відбувається незалежно від результатів діяльності. Видаються недостатньо обміркованими і вимоги щодо обмеження кількості найманих працівників. Адже якщо підприємець вдало розпочав бізнес і має можливості для його подальшого розвитку, таке обмеження заважатиме і інвестиціям і створенню додаткових робочих місць в Україні.
9. Громадянин-підприємець має можливість не відкривати банківський рахунок, працювати виключно за готівкові кошти і використовувати готівкову виручку на свій розсуд. Такий висновок випливає з факту відсутності у законодавстві положень щодо обов'язкової наявності у суб'єкта підприємницької діяльності — фізичної особи відповідних рахунків, на відміну від підприємств, для яких така наявність є однією з основних ознак (ч. 4 ст. 62 ГК України).
10. Фізична особа набуває статусу суб'єкта підприємницької діяльності за умови її державної реєстрації в порядку, встановленому законом.
11. Офіційне припинення діяльності вважається тільки після подання заяви про припинення діяльності ФОП і оформлення всіх необхідних документів про закриття.